# HMS A1

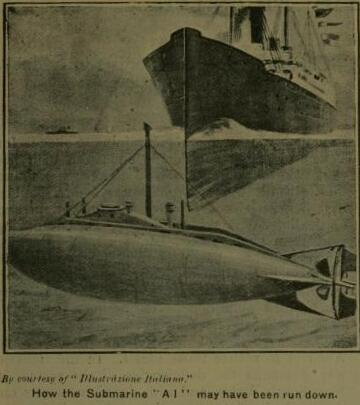
Prawdopodobna przyczyna zatonięcia w 1904

HMS A1 – brytyjski okręt podwodny typu A. Zbudowany w roku 1902 w Vickers w Barrow-in-Furness. Okręt został wodowany 9 lipca 1902 roku i rozpoczął służbę w Royal Navy 27 lipca 1902 roku.
Rozwiązanie, jakie zastosowano w „A1”, oparto na projekcie amerykańskiego okrętu podwodnego USS „Holland”. Jako pierwszy z okrętów podwodnych „A1” otrzymał kiosk umożliwiający pływanie w warunkach sztormowych. W czasie ćwiczeń 18 marca 1904 roku okręt zatonął z całą załogą na skutek kolizji ze statkiem pocztowym. Miesiąc później został podniesiony, naprawiony i ponownie wcielony do służby. W 1911 roku zatonął ponownie bez ofiar w ludziach, gdyż był sterowany przez automatycznego pilota. Wrak odkryto w 1989 roku i objęto ochroną.
W latach 1902–1905 zbudowano 13 jednostek tego typu, z czego niektóre służyły do celów szkoleniowych w czasie I wojny światowej. Jeden z okrętów tego typu zatonął wraz z załogą podczas zanurzenia w zatoce Whitesand.